# Льва Толстого (Чернский район)
Льва Толстого — поселок в Чернском районе Тульской области в составе Северного сельского поселения.

## География
Находится в юго-западной части Тульской области на расстоянии приблизительно 11 км на северо-восток по прямой от поселка Чернь, административного центра района.

## История
В конце 1930-х годов поселок был отмечен как населенный пункт с 10 дворами.

## Население
Постоянное население составляло 3 человека (русские 100 %) в 2002 году, 8 в 2010.